# Art turkmène
L'expression art turkmène regroupe la production artistique qui a lieu autour du lac de Van aux XIVe et XVe siècles. 

## Contexte historique
Le mot « turkmène » apparaît au XIIIe siècle pour désigner les tribus de Turcs Oghuz qui nomadisent autour du lac de Van, entre la mer Noire et la mer Caspienne. Il existe deux tribus principales : les Aq Qoyunlu ("moutons blancs") et les Qara Qoyunlu ("moutons noirs"). De confession  chamaniste, ces turkmènes se sédentarisent au cours du XIVe siècle, dans la région de Diyarbakir pour les Aq Qoyunlu, et en Irak et en Azerbaïdjan pour les Qara Qoyunlu. Ces deux tribus joueront un rôle important dans la mise en place de la dynastie safavide, bien que la conquête de Tamerlan les ait considérablement affaiblis.

## Architecture
Mal étudiée, l'architecture turkmène pose de nombreux problèmes d'attribution, liés en partie au nomadisme des tribus. On note en particulier que le vocabulaire décoratif timuride (palmettes rumies, mosaïque de céramique, etc.), et la non-utilisation des iwans.
Le bâtiment le plus important est sans conteste la mosquée bleue de Tabriz, datée de 1465 mais aujourd'hui extrêmement ruinée, qui appartenait à un grand complexe comprenant une citerne, une bibliothèque, une tombe et une khanqah. Le plan est proche de celui de la mosquée de Van (1389-1400), que les spécialistes attribuent soit aux Qara Qoyunlu, soit aux Seldjoukides d'Anatolie : une grande salle sous coupole (diamètre 15 m) entourée sur trois côté d'un portique en U. Le décor, de céramique glaçurée de six couleurs différentes et de lambris de marbre était exceptionnel. Un parallèle peut être établi avec la mosquée verte de Brousse, où ont travaillé certains artisans de Tabriz.

## Céramique
Malgré les quelques essais d'attribution réalisés par Lane et Soustiel, il reste difficile de dire de quelle production les Turkmènes sont les auteurs. On pense pouvoir leur donner une série de plats à décor noir (moucheté ou peint) sous glaçure turquoise. 

## Art du livre

### Manuscrits qara qoyunlu
Le grand mécène de l'art du livre des Qara Qoyunlu est Pir Budaq ibn Jahanshah, qui gouverna les villes de Shiraz (1452-53) et Bagdad (1460-1466). Cet amateur de manuscrits amena avec lui livres et peintres de Herat, contribuant à synthétiser les trois styles alors en vogue : le "style timuride de Shiraz", le "style classique timuride de Herat" et le "style commercial turkmène". À la mort du gouverneur (1466), de nombreux peintres s'exilèrent chez les Mamelouks
Un manuscrit de Mehr et Mochtari conservé à la BNF (supplément persan 1964) et comprenant sept peintures fut réalisé pour Pir Budaq à Bagdad dans les années 1460-65. Les peintures sont disposées sur des pages sablées de gouttelettes d'or et souvent surmontées d'une construction architecturale. La richesse de la palettes (bleu profonds en lapis lazuli) indique la richesse de l'atelier.  On retrouve trace des peintres dans deux autres manuscrits.

### Manuscrits aq qoyunlu
Les ateliers princiers des Aq Qoyunlu se trouvent à Tabriz et à Shiraz après la prise de la ville en 1467. Cette dernière produit, outre des livres de commande, de nombreux manuscrits commerciaux. Plusieurs mécènes se succèdent : Uzun Hasan (mort en 1478), son fils Khalil (règne en 1478) et le sultan Ya'qub (r. 1478-1490). Pour lui sont notamment réalisés un Diwan d'Amir Khusraw de Delhi actuellement à la Chester Beatty Library (image ici) et un Khamsa de Nizami, daté 1475-81 et conservé à la bibliothèque de Topkapi (ms. H 762). Les caractéristiques du style aq qoyunlu, richesse, foisonnement et exubérance du paysage, naturalisme, ampleur des peintures, annonciatrice du style safavide, y sont particulièrement bien marquées.

## Pour en savoir plus